# Токсугун

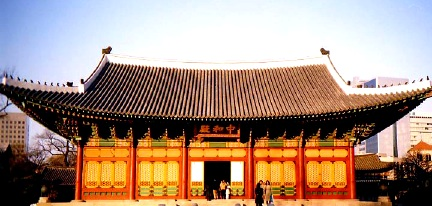
Токсугун

Токсугун — обнесений стіною палацовий комплекс, розташований в Сеулі, Південна Корея, резиденція членів королівської родини династії Чосон. 

## Історія
Токсугун спочатку був резиденцією принца Вольсана, старшого брата вана Сонджона. Ця резиденція стала королівським палацом під час Японсько-корейської війни, коли решта великих палаців були спалені японцями.
Ван Сонджо був першим з ванів Чосон, хто оселився в палаці. Ван Кванхегун був коронований в Токсугуні в 1608, після чого палац отримав назву Кьонгунгун. Після того, як у 1618 резиденція ванів була перенесена в заново відбудований Чхандоккун, Токсугун використовувався як другорядний палац і на 270 років отримав назву Согун (Західний палац).
У 1897 після того, як імператору Коджону довелося рятуватися від японців в російській посольстві, розташованому поруч з Токсугуном, він повернувся в Согун та назвав його знову Кьонгунгуном.
Наступний імператор Кореї Сунджон повернув Токсугуну колишню назву.